# Великая Писаревка
Вели́кая Пи́саревка, до 1950-х Больша́я Пи́саревка (укр. Велика Писарівка) — посёлок городского типа, Великописаревская поселковая община, Ахтырский район, Сумская область, Украина.
Является административным центром Великописаревского поселковой общины, в которую, кроме того, входит село Пономаре́нки.

## Географическое положение
Посёлок городского типа Великая Писаревка находится на левом берегу реки Во́рскла, выше по течению на расстоянии в 0,5 км расположено село Алекса́ндровка, ниже по течению на расстоянии в 2,5 км расположено село Ямное, на противоположном берегу — сёла Луговка, Стреле́цкая Пушка́рка и Вольно́е.
Река в этом месте извилиста, образует лиманы, старицы и заболоченные озёра.

## История
- Территория современной Великой Писаревки была заселена уже во II—VI веках. На околице посёлка обнаружен раннеславянский могильник черняховской культуры, на юго-запад от околицы, на береге Ворсклы, обнаружено также поселение бронзового и раннего железного века.
- 1662 — дата основания[6].
- В конце XVII века здесь находились хутора, которые подчинялись одному из укреплений Белгородской оборонной линии — городу Вольный, позже Большая Писаревка была слободой Богодуховской сотни Ахтырского полка.
- Первое письменное упоминание о селении Большая Писаревка относится к 1732 году[7].
- Большая Писаревка была центром народного кобзарского искусства на Слобожанщине. Ещё во второй половине XVIII века здесь учредили пристанище для слепых бандуристов. Отсюда вышли кобзари: Е. X. Мовчан (1898—1968), С. А. Пасюга (1862—1933), Г. С. Кожушко (1879—1924). К 80-летию со дня рождения Е. X. Мовчана в Писаревке был открыт ему памятник.
- В 1765—1780 годах слобода Большая Писаревка входила в Харьковскую провинцию Слободско-Украинской губернии, в 1780 году была включена в состав Богодуховского уезда Харьковской губернии.
- Согласно описанию Богодуховского уезда, в 1814 году слобода принадлежала князю Юсупову, который учредил здесь мануфактуру по изготовлению суконной пряжи. Крестьяне также занимались ремеслами — чесанием шерсти, бондарством, кузнечеством и промыслами — изготовлением полотна и сукна, а также чумаковали.
- В середине XIX века слобода стала центром Больше-Писаревской волости[2].
- В 1898 году в Большой Писаревке численность населения составляла 6948 человек, действовали три церкви (Николаевская, Покровская и Успенская[2]) и ежегодно проходили шесть ярмарок[3].
- Во время революции 1905 года в ноябре 1905 года в селе имело место выступление крестьян[7].
- В январе 1918 года в Большой Писаревке была установлена Советская власть[7].
- В 1923 году село стало районным центром Больше-Писаревского[4] русского национального района[5] Харьковской губернии, затем Богодуховского округа, затем Ахтырского округа, затем Харьковского округа УССР, затем Харьковской области, с 1939 — Сумской области.

В ходе Великой Отечественной войны 19 октября 1941 года село оккупировали немецкие войска, в условиях оккупации на территории района действовал партизанский отряд, командиром которого был П. К. Гараганенко, комиссаром — И. А. Зимин, начальником штаба — В. Ф. Петренко.
В 1959 году Писаревка получила статус посёлок городского типа.
В 1968 году в пгт. проживало 6,5 тыс. человек, действовали завод строительных материалов и маслодельный завод.
В 1977 году численность населения составляла 5,8 тыс. человек, здесь действовали крахмальный завод, комбикормовый завод, хлебокомбинат, цеха ахтырских маслозавода и пищекомбината, межколхозная строительная организация, комбинат бытового обслуживания, лесничество, три общеобразовательных школы, музыкальная школа, больница, Дом культуры, кинотеатр и две библиотеки.
В январе 1989 года численность населения составляла 5 898 человек.
После провозглашения независимости Украины здесь был создан таможенный пост «Великая Писаревка», который подчинён Сумской таможне и находится в зоне ответственности Сумского пограничного отряда Восточного регионального управления ГПСУ.
В июле 1995 года Кабинет министров Украины утвердил решение о приватизации находившихся здесь маслозавода и райагрохимии.
В 1997 году находившееся в посёлке ПТУ № 44 было ликвидировано.
По состоянию на 1 января 2013 года численность населения составляла 4481 человека.
Во время вторжения России на Украину Великая Писаревка на некоторое время оказалась оккупирована российскими войсками. От боевых действий пострадали памятник и братская могила советских солдат. Освобождена в ходе контрнаступления на северо-востоке страны.

## Экономика
- Молочно-товарные фермы.
- Великописаревский завод продтоваров.
- Великописаревский маслозавод.
- Великописаревский агролесхоз, ГП.
- «Добробут», ООО.
- «Витафарм», ООО.
- ЧСП «Дружба».
- Свитанок, фермерское хозяйство.

## Объекты социальной сферы
- Школа І—ІІІ ст. им. Героя Советского Союза И. М. Середы.
- Ахтырский профессиональный лицей, Великописаревский филиал.
- Музей истории.
- Дом культуры.
- Станция юннатов.

## Транспорт
Через посёлок проходят автомобильные дороги Т-1705 и Т-1901.
В 33 км от посёлка находится станция Кириковка на линии Сумы — Богодухов.

## Средства массовой информации
- районная газета «Ворскла»

## Религия
- Свято-Покровская церковь.

## Известные люди
- В селе родился и жил Герой Советского Союза М. П. Мирошник.